# Stanislav Jánoš
Stanislav Jánoš (1941 – 1991) byl slovenský fotbalový brankář.

## Fotbalová kariéra
V československé lize hrál za Spartak Trnava. Gól v lize nedal.

## Ligová bilance
| Ročník                                   | Zápasy | Góly | Klub           |
| ---------------------------------------- | ------ | ---- | -------------- |
| 1. československá fotbalová liga 1960/61 | -      | 0    | Spartak Trnava |
| CELKEM                                   | -      | 0    |                |